# Ochrolechia alaskana
Ochrolechia alaskana är en lavart som först beskrevs av Verseghy, och fick sitt nu gällande namn av Kukwa. Ochrolechia alaskana ingår i släktet Ochrolechia och familjen Ochrolechiaceae.  Arten är reproducerande i Sverige. Inga underarter finns listade i Catalogue of Life.